# Сайфул Хок
С.М. Сайфул Хок (Saiful Hoque) — бангладеський дипломат. Надзвичайний та Повноважний Посол Бангладеш в Україні за сумісництвом.

## Біографія
Народився в Бангладеш. У 1979 році закінчив Інститут міжнародних відносин Київського національного університету імені Тараса Шевченка, кандидат політичних наук.
Викладав в Університеті Дружби Народів імені Патріса Лумумби. З 1999 року працював директором із розвитку міжнародних програм розвитку науково-дослідного центру по населеним пунктам (HDRC).
З 16 грудня 2009 — Посол Бангладеш в Росії. Надзвичайний та Повноважний Посол Бангладеш в Україні, Латвії, Білорусі, Литві, Естонії за сумісництвом.
14 січня 2010 року — вручив вірчі грамоти Президенту України Вікторові Ющенку.
Радник Центру культури, науки і інформації Бангладеш в Санкт-Петербурзі.